# Edwin Sigismundowitsch Osolin
Edwin Sigismundowitsch Osolin (lettisch: Edvīns Ozoliņš; russisch Эдвин Сигизмундович Озолин, engl. Transkription Edvin Ozolin; * 12. Februar 1939 in Leningrad) ist ein ehemaliger lettischer Sprinter, der für die Sowjetunion startete.
Bei den Leichtathletik-Europameisterschaften 1958 in Stockholm gewann er mit der sowjetischen Mannschaft Bronze in der 4-mal-100-Meter-Staffel.
1960 schied er bei den Olympischen Spielen in Rom über 100 Meter im Viertelfinale aus. In der 4-mal-100-Meter-Staffel gewann er mit der sowjetischen Mannschaft in der Besetzung Gusman Kossanow, Leonid Bartenew, Juri Konowalow und Osolin die Silbermedaille in 40,1 s hinter der deutschen Stafette, die mit 39,5 s einen Weltrekord aufstellte.
Vier Jahre später erreichte er bei den Olympischen Spielen 1964 in Tokio über 100 Meter und 200 Meter das Viertelfinale. Mit der sowjetischen Stafette kam er auf den fünften Platz.
Bei den Europameisterschaften in Budapest holte er mit dem sowjetischen Team Silber in der 4-mal-100-Meter-Staffel.